# Лукашевич, Давид Андреевич
Давид Андреевич Лукашевич — советский хозяйственный, государственный и политический деятель.

## Биография
Родился в 1906 году в Береговой Слободе. Член КПСС.
С 1929 года — на хозяйственной, общественной и политической работе. В 1929—1970 гг. — на хозяйственной и партийной работе в Белорусской ССР, участник Великой Отечественной войны, военный комиссар 52-й стрелковой бригады, 207-й стрелковой дивизии, начальник политотдела 6-й гвардейской мотострелковой бригады, начальник политотдела спецчастей 5-й гвардейской Армии, председатель Исполнительного комитета Могилёвского областного Совета, секретарь Президиума Верховного Совета Белорусской ССР.
Избирался депутатом Верховного Совета Белорусской ССР 3-8-го созыва.
Умер после 1985 года.